# 馬爾米濟夫卡
50°30′0″N 32°59′4″E / 50.50000°N 32.98444°E
馬爾米濟夫卡（烏克蘭語：Мармизівка），是烏克蘭北部的村莊，隸屬切爾尼希夫州的普里盧基區。該村面積1.28平方公里，海拔高度164米，2006年人口235，人口密度每平方公里184.3人。